# 韦济
韦济（686年—752年11月21日），字济，唐朝鄭州陽武縣（今河南省原陽縣）人。武则天、唐中宗时宰相韦嗣立第三子，唐玄宗时官员，以文章闻名当时，官至尚书左丞。

## 家世
- 曾祖：韦德伦，唐瀛州任丘县令
- 祖父：韦仁约，字思谦，唐尚书左丞、御史大夫、右御史大夫同凤阁鸾台三品、纳言、博昌县开国男，赠使持节幽州都督
- 父亲：韦嗣立，中书令，逍遥公，谥号孝

## 生平
韦济初以弘文馆明经，拜太常寺奉礼郎。迁鄠县尉。开元初，任满后，调任鄄城令。有人密奏唐玄宗说今年吏部所选的各地县令不合格，有滥竽充数之人，于是玄宗在县令谢官日，亲自出一道安人策考核各地县令，考试者二百余人，只有韦济的策论被评为第一，还有人交了白卷。韦济被擢升为醴泉令，二十余人仍旧任本职，其他考试不合格的有五十多人，被全部打发回去重新读书，吏部侍郎卢从愿、李朝隐以失职贬为刺史。
开元七年（719年），韦济之父韦嗣立在陈州刺史任上去世，韦济去职守孝。除服后，历任太子司议郎、屯田、兵部二员外郎，三迁为库部郎中。时宰相宇文融是韦济表兄弟，推荐韦济和韦济兄长韦恒是有才之士，宇文融罢相后，韦济被外派为棣州刺史，还未上任，又以母亲去世免官。除服后，任幽州大都督府司马，迁任恒州刺史。入朝为京兆少尹。
开元二十四年（736年），迁任户部侍郎。累岁转太原尹，仍充北京留守。以政绩卓著，玄宗特赏赐紫金鱼袋，以及锦绣杂彩等，赐一子出身。天宝七载（748年），改任河南尹，兼水陆运使。天宝九载（750年），迁尚书左丞，累加正议大夫，封奉明县开国子。韦济祖孙三代担任过尚书左丞一职，被人们所推荣。
天宝十一载（752年），出为冯翊太守。不久，任仪王李璲傅。至京师后，以风湿病辞职，但玄宗优诏不许。但韦济仍不上任，京畿采访使上奏以他违假日深，按照惯例停官养病。天宝十三载十月十一日（752年11月21日），卒于长安兴化里家中，年六十七。
韦济与吴郡陆景融、范阳张均、彭城刘、陇西李期、京兆田宾庭、陇西李道邃、李道邃族子李岘、河东裴侨卿、范阳卢僎等人是好友，皆是一时彦杰。

## 妻妾
- 元配刘茂，出自彭城刘氏，唐赠卫尉少卿刘琛之女，早亡。
- 繼室李氏，夫死后嫁王缙，稱為妻，实为妾。

## 子嗣
- 韦士模，彭州刺史
- 韦逢，京兆府法曹参军
  - 韦贞伯，給事中
  - 韦成季，兵部郎中
    - 韦尚敬，字執勇
- 韦士勋，河南少尹
- 韦涵，邵州刺史